# Negenborn (Einbeck)
Negenborn ist eine Ortschaft der Stadt Einbeck im südniedersächsischen Landkreis Northeim.

## Geografie
Das Dorf Negenborn befindet sich im östlichen Teil der Stadt Einbeck. Es liegt am Südostrand des Höhenzugs Hube.

## Geschichte
Die erste urkundliche Erwähnung des Ortes erfolgte in den Corveyer Traditionen zwischen 890 und 900.
Die St.-Laurentius-Kirche, deren älteste Teile wahrscheinlich noch aus dem 14. Jahrhundert stammen, gehörte einst zum Alexandristift und bekam 1883 aufgrund von Einsturzgefahr einen neuen Turm. Urkundlich als erster Geistlicher wurde im Jahre 1386 Florinus de Hupeden als Plebanus (= Leutpriester) in Negenborn ernannt. Wann genau die Kirche gestiftet wurde, ist unbekannt. Johannes Letzner erwähnt ein adliges Junkergeschlecht, das unweit des Dorfes auf einem Bergfried gewohnt hat, und als Stifter der Kirche in honorem St. Laurentii in Betracht kommt. Als dieses verstarb, fiel der Ort als ein losgelöstes Lehen an das Amtshaus Salzderhelden. 1494 trägt die Kirche Negenborns die Bezeichnung einer Pfarrkirche.
Auf dem nördlich des Dorfes gelegenen, 325 m hohen Burgberg des Hubewaldes befinden sich die Überreste eines Ringwalls. Die dort ausgeführten Grabungen erbrachten zahlreiche Funde aus verschiedenen Epochen. Die ursprüngliche Anlage wurde in der vorrömischen Eisenzeit angelegt. Funde und eine Datierung mit der Radiokarbonmethode ergaben eine Wiederverwendung der Wallburg im Mittelalter. Östlich des Ringwalls lag die mittelalterliche Siedlung Kugenhusen. Die Befestigung besteht aus einem hufeisenförmigen Wall mit vorgelagertem Graben von ca. 330 × 260 m Ausdehnung. Im Osten war aufgrund des dortigen Steilhangs keine Befestigung notwendig. Der Erhaltungszustand ist im Nordwesten und Westen deutlich besser als im Süden. Durch den dortigen Hanggraben führt heute ein Waldweg. Die Gesamtbreite der Wall-Graben-Anlage beträgt max. 15 m, der Höhenunterschied zwischen Grabensohle und Wallkrone max. 4 m. Eine kleine Ausgrabung ergab, dass der Wall in typischer Manier der Vorrömischen Eisenzeit als Pfostenschlitzmauer mit Steinverblendung ausgeführt wurde.
Im Zuge der Gebietsreform in Niedersachsen, die am 1. März 1974 stattfand, wurde die zuvor selbständige Gemeinde Negenborn durch Eingemeindung zur Ortschaft der Stadt Einbeck.

## Politik

### Ortsrat
Der Ortsrat, der die Ortschaften Negenborn und Volksen gemeinsam vertritt, setzt sich aus sieben Ratsmitgliedern zusammen:
- Wgem. Negenborn-Volksen: 7 Sitze

(Stand: Kommunalwahl 2021)

### Ortsbürgermeister
Der Ortsbürgermeister ist Matthias Cohrs (WG).

### Wappen
Das Ortswappen zeigt einen Brunnen, weil früher die meisten Häuser zentral an einem Brunnen (niederdeutsch Born, vergleiche auch Mækensborre) standen.

## Wirtschaft und Infrastruktur

### Vereine
- Deutsches Rotes Kreuz – Ortsverein Negenborn-Volksen
- TSV Volksen-Negenborn e. V.

### Öffentliche Einrichtungen
- Die örtliche Kirchengemeinde gehört zur Gemeinde Einbeck im Kirchenkreis Leine-Solling
- Dorfgemeinschaftshaus
- Ortsfeuerwehr